# HD134271
HD134271 — хімічно пекулярна зоря спектрального класу
A6 й має видиму зоряну величину в смузі V приблизно 10,2.